# Scionecra salmanazar
Scionecra salmanazar är en insektsart som först beskrevs av John Obadiah Westwood 1859.  Scionecra salmanazar ingår i släktet Scionecra och familjen Diapheromeridae. Inga underarter finns listade i Catalogue of Life.